# Sallisensaari
Sallisensaari är en ö i Finland. Den ligger i sjön Suurijärvi och i kommunen Heinävesi i den ekonomiska regionen  Nyslotts ekonomiska region  och landskapet Södra Savolax, i den sydöstra delen av landet, 300 km nordost om huvudstaden Helsingfors. Öns area är 42,7 hektar och dess största längd är 1,1 kilometer i öst-västlig riktning.